# Půst Ester
Půst Ester (hebrejsky תענית אסתר‎, Ta'anit Ester) připomíná okolností zázračné záchrany lidu Izraele před záhubou v době perského exilu. Časově i tematicky souvisí se svátkem Purim, který po něm následuje.

## Původ
Půst je připomínán 13. adaru na připomínku dne, v němž se Židé „shromáždili“ k obraně před hrozícím nebezpečím, což podle tradičního výkladu zahrnovalo i modlitby a půst. V tomto duchu vysvětluje původ půstu i nejstarší zmínka o jeho dodržování – rabi Acha ze Šabchy (Achaj ga’on) v díle Še'eltot.
Označení „Půst Ester“ je však také připomínkou třídenního půstu, který Židům nechala nařídit královna Ester předtím, než šla ke králi Achašverošovi prosit za záchranu svého lidu.
| „                | Ester dala odpovědět Mordokajovi: „Jdi, shromažď všechny židy, kteří jsou v Šúšanu, a postěte se za mne. Nejezte a nepijte po tři dny, v noci ani ve dne. Také já a mé dívky se budeme takto postit. Potom půjdu ke králi, třebaže to není podle zákona. Mám-li zahynout, zahynu.“ | “ |
| — Ester 4, 15-16 | |   |

Tento aspekt půstu někteří zbožní židé zdůrazňují tím, že dodržují namísto jednoho dne tři postní dny (pondělí, čtvrtek, pondělí) ve dvou týdnech následujících po Purim.

## Pravidla půstu
Jedná se o menší půst, tzn. že platí od úsvitu do soumraku. Přesouvá se, pokud by měl připadnout na šabat nebo na předvečer šabatu; v takovém případě připadne na předcházející čtvrtek, tzn. 11. nebo 12. adar, aby nenarušil šabat.
Půst Ester je považován za výjimečný kvůli několika okolnostem:
- Připomíná se jím událost, která skončila triumfem a nikoli tragédií.
- Dodržuje se v jiný den, než se stala událost, kterou má připomínat. Původní Esteřin třídenní půst byl v měsíci nisan, tradice uvádí data 13.-15. nebo 14.-16. nisanu (Manot ha-Levi).
- Původní Esteřin půst připadl na svátek Pesach, kdy je zakázáno se postit; Mordechaj půst přesto přikázal a prosadil s ohledem na akutní hrozbu zániku celého židovského národa.
- Půst není přikázán v Gemaře a považuje se proto za méně přísný než ostatní "malé" půsty - hlavně s ohledem na nemocné, těhotné ženy a kojící matky. [6]

## Liturgie
Půst Ester je připomínán i v liturgii: v šacharitu (ranní modlitbě) se vkládá Avinu malkejnu, postní slichot a čte se z Tóry úryvek určený pro postní dny. V mincha (odpolední modlitbě) se do Amidy vkládá postní vložka Anenu, poté se čte Avinu malkejnu a opět postní čtení z Tóry, u Aškenázů následované postní haftarou.